# Cosmodrome de Baïkonour
Pour les articles homonymes, voir Baïkonour.

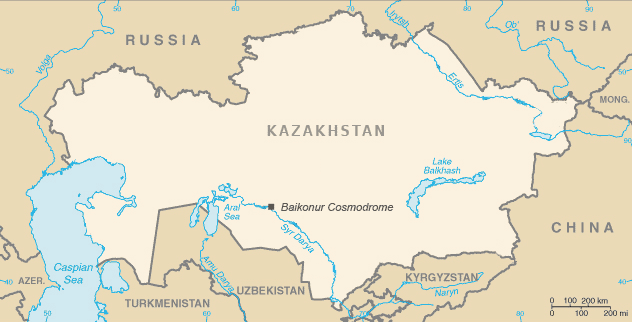
Carte montrant la localisation de la base spatiale Baïkonour au Kazakhstan.

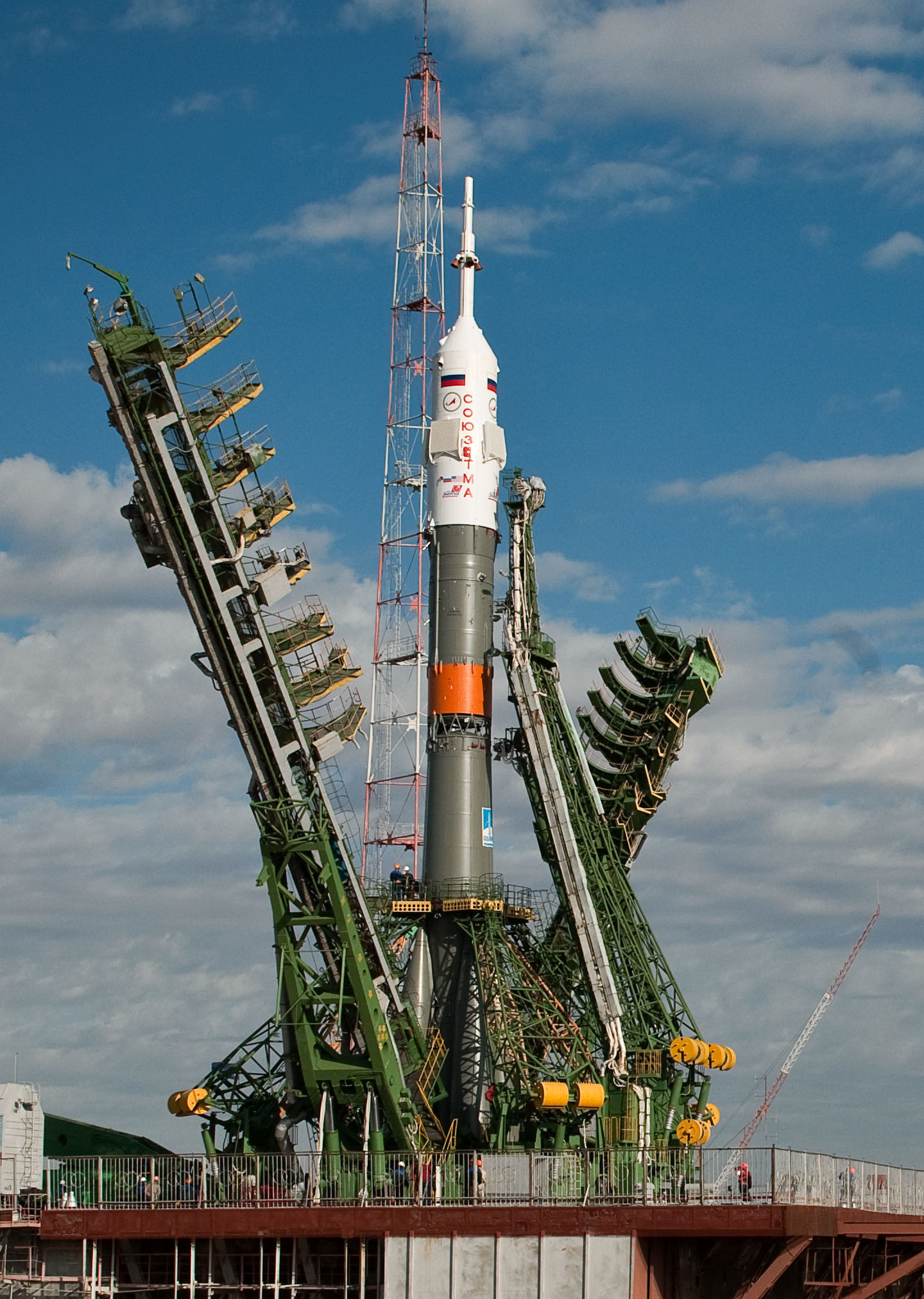
Un lanceur Soyouz prêt à être lancé.

Le cosmodrome de Baïkonour (en kazakh Байқоңыр ғарыш айлағы, romanisé Baiqoñyr ğaryş ailağy [bɑjqoˈŋɤr ʁɑˈrəʃ ɑjɫɑˈʁə] ; en russe Космодром Байконур, romanisé Kosmodrom Baïkonour [kəsmɐˈdrom bəjkɐˈnur]), créé en 1956, est une base de lancement russe située au centre du Kazakhstan, à proximité de la ville de Baïkonour. Le site est situé dans une région de steppe au climat extrême, mais dispose d'un embranchement sur la ligne de chemin de fer Moscou - Tachkent. C'était l'un des points les plus au sud de l'URSS et donc les plus proches de l'équateur dans ce pays, ce qui permettait d'économiser du carburant lors d'un lancement spatial.
Le site a été choisi en 1955 pour implanter un centre de lancement destiné à la mise au point des missiles balistiques intercontinentaux R-7 Semiorka de l'Union soviétique. Lorsque l'activité spatiale soviétique s'est développée, sous l'impulsion des équipes de Sergueï Korolev, qui avaient mis au point le missile, le centre de Baïkonour a été choisi pour placer en orbite les premiers satellites artificiels puis le premier homme dans l'espace.
Depuis cette époque, Baïkonour est le centre de lancement le plus actif de la planète[réf. nécessaire]. Une quinzaine de tirs ont lieu tous les ans, en particulier les vols habités russes et les lancements à destination de l'orbite géostationnaire. Le site, qui s'étend sur 6 717 km2, dispose d'installations de fabrication de carburant, de plusieurs bâtiments d'assemblage de lanceurs et de préparation des satellites et des vaisseaux. Le cosmodrome abrite des pas de tir opérationnels pour les lanceurs Soyouz, Proton, la version terrestre de la Zenit, Dnepr et Tsyklon ainsi que de nombreux pas de tir désaffectés témoins de l'ensemble de l'histoire spatiale soviétique et russe. C'est également jusqu'à récemment un important site de tests pour les missiles balistiques intercontinentaux : 1 195 missiles et 1 230 lanceurs porteurs d'une charge utile avaient été tirés depuis Baïkonour au 1er janvier 2005.
L'éclatement de l'Union soviétique en 1991 a placé la base de lancement en territoire kazakh et la Russie paie un loyer relativement élevé (115 millions de dollars par an en 2016) au gouvernement de ce pays, source de conflits latents. Le gouvernement russe envisage depuis cette époque de développer les autres centres de lancement dont elle dispose, notamment le nouveau cosmodrome Vostotchny, situé dans l'oblast de l'Amour et inauguré en 2016, et la base de lancement de Plessetsk, où elle construit le premier pas de tir de son nouveau lanceur Angara. Elle n'a cependant opéré réellement aucun transfert de ses activités. L'activité du cosmodrome de Baïkonour a entraîné la création d'une ville adjacente qui a successivement reçu les noms de Zarya, Leninskiy, Leninsk et Zvezdograd avant de prendre en 1995 celui de Baïkonour.

## Situation géographique
Baïkonour est implantée dans l'oblys de Kyzylorda, au milieu de la steppe kazakhe, dans une région au climat continental marqué par des étés torrides dont les maximums atteignent 50 °C, parfois accompagnés de tempêtes de sable, et des hivers glaciaux dont les températures atteignent −32 °C et sont accompagnés de forts vents. La base est située sur la rive droite (nord-est) du fleuve Syr-Daria et à 200 kilomètres à l'est de la mer d'Aral. Elle dispose d'un embranchement sur la ligne de chemin de fer Moscou - Tachkent, qui se situe près de la station de Tioura-Tam, aujourd'hui gare de la ville de Baïkonour née avec le cosmodrome.

## Historique

### Le choix du site

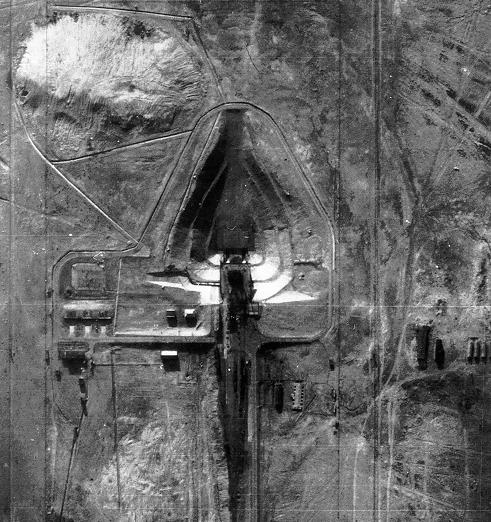
Baïkonour photographié par un avion espion U-2.

Les premiers missiles soviétiques dont la portée ne dépasse pas 1 000 à 1 500 km sont lancés depuis la base de Kapoustine Iar. En 1954, le développement du missile balistique intercontinental R-7 Semiorka dont la portée dépasse les 10 000 km entraîne la nécessité de disposer d'une nouvelle base de lancement. Pour répondre aux besoins de la nouvelle fusée qui doit retomber dans les eaux qui bordent le Kamtchatka, la nouvelle base de lancement ne doit pas comporter de reliefs marqués sur plusieurs centaines de kilomètres dans l'axe de lancement afin de permettre un pilotage par radio et les deux premiers étages doivent pouvoir retomber dans des zones inhabitées. Après une étude menée par une mission gouvernementale, le site de Tioura-Tam, qui se trouve au Kazakhstan, république intégrée dans l'Union soviétique, est choisi parmi quatre autres sites. Situé au milieu d'une zone désertique, il répond parfaitement aux contraintes imposées par les communications radio ; par ailleurs il est longé par une ligne de chemin de fer qui le relie aux principaux centres industriels du pays. Les seules habitations aux alentours se trouvent à la station de chemin de fer de Tioura-Tam où vivent une poignée de personnes attachées au fonctionnement de la ligne ferroviaire. Un embranchement sur la ligne principale s'enfonce dans la steppe et dessert une ancienne mine. La ville la plus proche est à plus de 100 km. Malgré les énormes problèmes de logistique soulevés par un endroit aussi désolé, la création de la base de lancement sur ce site, baptisé Base de lancement pour la recherche scientifique no 5 (en russe : Nauchno-issledovatelskï ispytatelnï poligon 5 ou NIIP-5), est approuvée au conseil des ministres de l'Union soviétique le 12 février 1955. Les premiers constructeurs arrivent sur le site au printemps 1955 et une agglomération commence à se former le long des berges du Syr-Daria ; celle-ci d'abord baptisée Site no 10 (Desyataya ploshchadka) prend ensuite le nom de Zarïa avant d'être rebaptisée Leninsk le 28 janvier 1958. Dès juin 1955 le site accueille 3 000 constructeurs et le nombre des résidents passe à 10 000 fin 1960. Les conditions de vie sont très dures pour les soldats (la construction est confiée à l'Armée) qui dorment dans des tentes ou des voitures de chemin de fer reconverties. L'eau est rare car celle du fleuve n'est pas potable. Les mieux lotis sont logés dans des baraques préfabriquées ou des huttes en bois. Mais la priorité est donnée à la construction du site de lancement du missile R-7 (site no 1) dont le premier tir doit intervenir en 1957 et aux installations permettant son assemblage et sa préparation (site no 2) éloigné d'un kilomètre et demi. Tous deux se trouvent à une trentaine de kilomètres de la nouvelle agglomération,. En 1957 un aéroport est inauguré et permet d'offrir une variante au déplacement en train.

### Premiers lancements
Le premier lancement depuis Baïkonour a lieu le 15 mai 1957 avec le tir du premier missile intercontinental, la R-7 Semiorka. Le même type de fusée sera utilisé pour lancer cinq mois plus tard le premier satellite artificiel Spoutnik 1. Le pas de tir no 1 est également utilisé en 1961 pour le lancement de la fusée abritant Youri Gagarine, premier homme placé en orbite dans l'espace. À cette occasion le cosmodrome est officiellement baptisé Baïkonour pour répondre aux besoins de la presse qui souhaite connaître l'endroit d'où est partie la fusée à l'origine de cet événement planétaire. Dans l'espoir de tromper les puissances étrangères, les autorités soviétiques décident de lui donner le nom d'une petite ville minière située en réalité à plus de 320 km au nord-est. Cette décision est approuvée par le conseil des constructeurs réunissant les principaux concepteurs de la fusée dont Korolev. Le pas de tir no 1 est par la suite reconstruit ou rénové à plusieurs reprises notamment après l'accident en 1962 d'une fusée Vostok victime d'une perte d'un accélérateur d'appoint 1,5 seconde après le décollage ainsi qu'en 1983 après l'explosion au décollage de la fusée portant le vaisseau Soyouz T10A, dont l'équipage est sauvé par la tour de sauvetage.

### Expansion du site de lancement

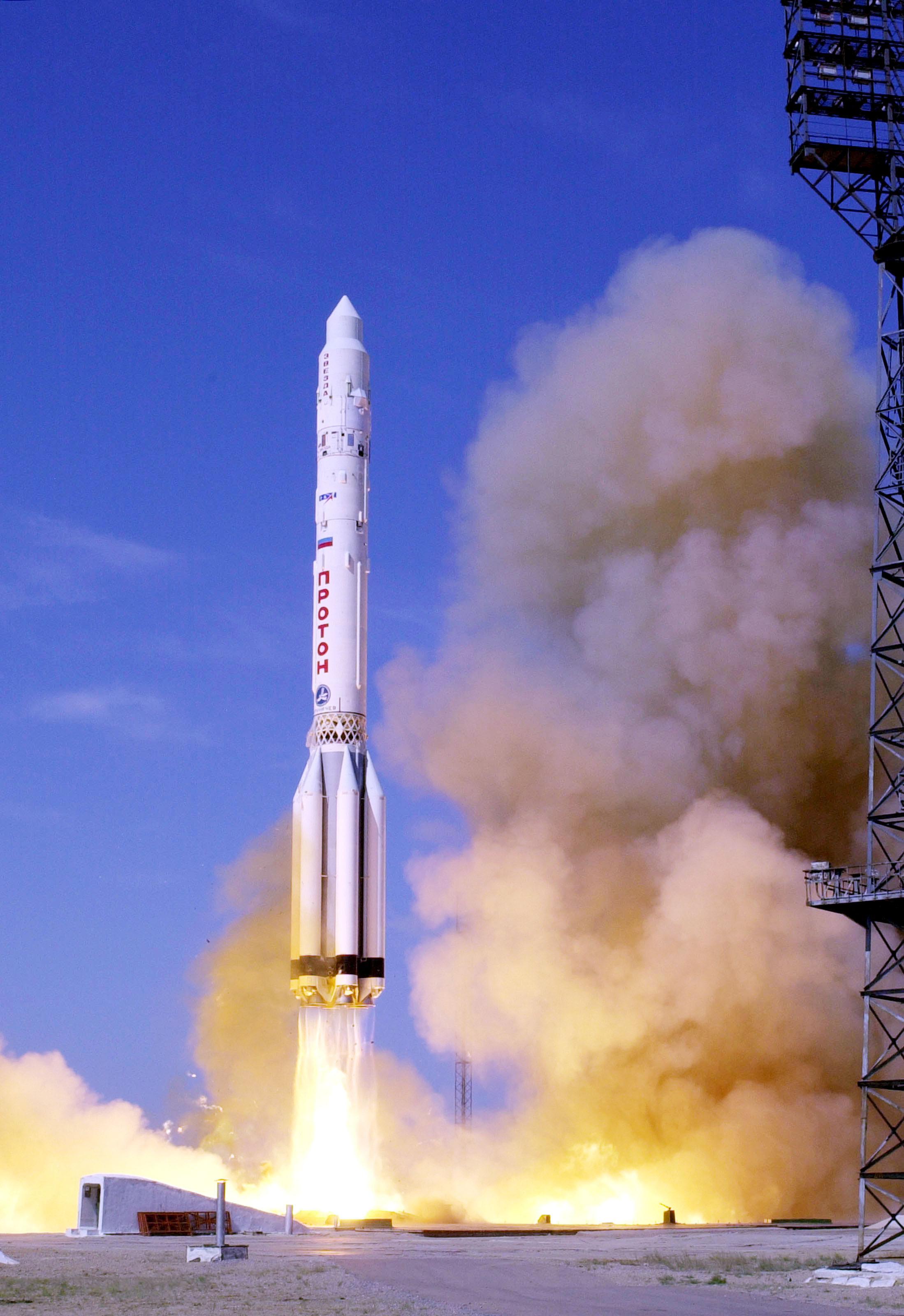
Le lancement d'une fusée Proton.

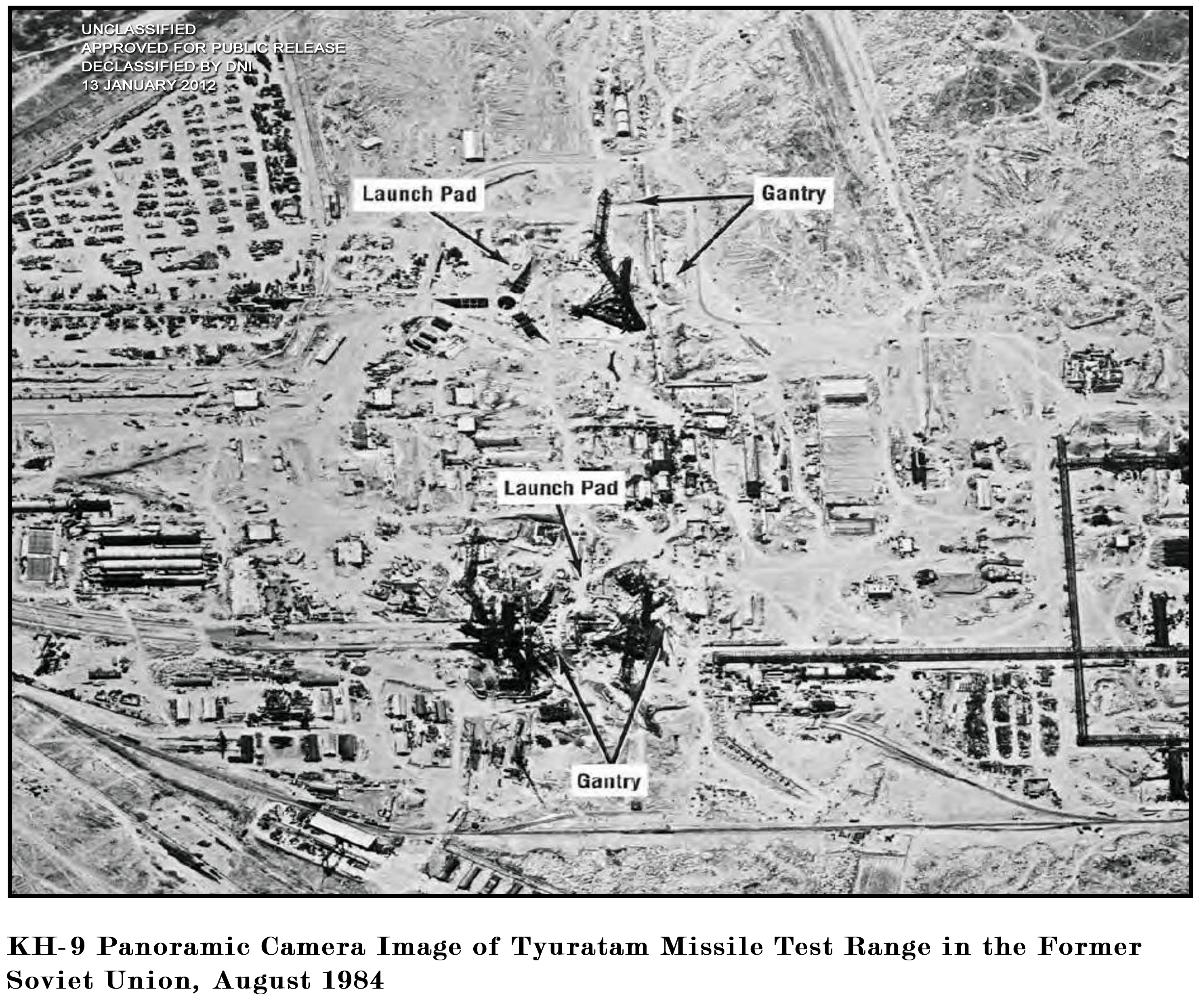
Installations de lancement de missile situées sur la base photographiées par un satellite espion KH-9 américain en août 1984.

Au cours des années 1960, la base connaît une croissance rapide et voit la multiplication des lancements. Leurs nouveaux types de lanceurs nécessitent la construction de complexes dédiés. L'activité de test des missiles balistiques est tout aussi importante et entraîne elle-même la construction de silos et de sites de préparation.
Un deuxième complexe de lancement pour la R‑7 Semiorka et ses dérivés comprenant un pas de tir et des installations d'assemblage est édifié entre décembre 1958 et août 1960 sur le modèle du premier complexe. À la même époque, le constructeur Mikhail Yanguel fait édifier un troisième complexe de lancement pour tester son missile R‑16. Il comprend deux pas de tir, un bâtiment d'assemblage, un bâtiment de stockage d'ogives nucléaires et trois silos. Lors de la première tentative de tir de la R‑16 l'explosion du missile tue une centaine de personnes. Le pas de tir resté intact, après avoir servi à tester le missile, est reconverti en 1964 pour lancer des fusées Cosmos avant d'être désaffecté. Toujours en 1960, on édifie un complexe de lancement pour le missile balistique R‑9 développé par Korolev : celui-ci comprend cinq plates-formes de tir ainsi que trois silos. Un quatrième complexe est construit entre 1962 et 1963 pour le missile balistique UR-200 de Vladimir Tchelomeï. En 1966 les installations sont modifiées pour permettre le tir du lanceur Tsyklon. Un des deux pas de tir est endommagé en 1990 et n'est pas réparé par la suite. Entre 1962 et 1963 est également édifié le complexe de lancement destiné aux missiles balistiques R-36 de Mikhail Yanguel. Celui-ci comprend deux plates-formes de tir et une vingtaine de silos dont 18 comportent des missiles opérationnels porteurs d'une arme atomique orbitale entre 1969 et 1973. Un autre complexe de lancement est construit pour la version R-36M comportant 9 silos. À compter de 1999, une version à usage civil de ce missile, baptisée Dnepr, est commercialisée et lancée depuis ce site. Entre 1964 et 1965, Tchelomeï fait édifier un complexe destiné au missile balistique UR-100 qui comprend deux plates-formes de lancement. Quatorze silos contenant des missiles dérivés de l'UR‑100 (SS‑11 puis SS‑19) sont opérationnels sur la base dans les années 1970 et 1980. Le lanceur Rokot est développé entre 1987 et 1990 à partir de la dernière version du missile et est tiré à plusieurs reprises depuis ce complexe. Le neuvième complexe de lancement est édifié à compter de 1963 pour tirer le missile UR‑500 de Tchelomeï. Un complexe d'assemblage et deux plates-formes de tir sont achevés en 1965. Le lanceur mi-lourd Proton, dérivé de l'UR‑500, est tiré pour la première fois en 1967 et continue sa carrière aujourd'hui. Deux autres plates-formes de lancement sont construites pour ce lanceur entre 1971 et 1976. Un dixième complexe de lancement est édifié dans les années 1970 pour tester des missiles balistiques de Yanguel. La construction d'un nouveau complexe destiné à la fusée géante lunaire N-1 est réalisée entre 1964 et 1969. Deux plates-formes de lancement et un bâtiment d'assemblage de très grande taille sont édifiés. Les quatre lancements de la N‑1 entre 1969 et 1972 sont des échecs et le complexe est abandonné. Il est réactivé et reconverti entre 1978 et 1988 pour le lanceur Energuia porteur de la navette spatiale Bourane qui effectue un vol unique en 1988. Depuis, le bâtiment (dénommé 112) est réutilisé pour la préparation des satellites. Entre 1978 et 1983, un complexe de lancement est édifié non loin des anciens pas de tir de la R-16 pour la fusée Zenit qui a été mise au point sur la base d'un propulseur d'appoint d'Energuia. En 1990, l'un des deux pas de tir est détruit par l'explosion au lancement d'un Zenit. L'autre pas de tir est réactivé en 2005 pour lancer la Zenit 3SLB commercialisée par la société Sea Launch.
Le 25 juin 1966, le général de Gaulle devient le premier dirigeant occidental à visiter la base. Il assiste au tir de deux missiles R-16 et d'une fusée Cosmos.

### Conséquences de l'éclatement de l'Union soviétique
À la suite de l'effondrement de l'Union soviétique, le Kazakhstan, autrefois république intégrée dans le pays, devient indépendant. La fédération de Russie, qui a repris l'essentiel des installations de lancement et de l'activité spatiale de l'ex-URSS, ne dispose pas de base de lancement sur son territoire permettant le lancement de charges importantes en orbite géostationnaire. Par ailleurs un déménagement des activités spatiales de Baïkonour nécessiterait de reconstruire un très grand nombre d'installations pour les lanceurs qui n'étaient tirés jusque-là que de Baïkonour. Les nouveaux dirigeants russes décident de continuer à utiliser le cosmodrome de Baïkonour sous autorité kazakhe, et en 1994, les deux pays signent un contrat portant sur la location d'un espace de plus de 6 700 km2. Les lancements de missions habitées et de satellites géostationnaires russes continuent à être réalisés depuis le cosmodrome de Baïkonour.
En 1997, le président Boris Eltsine inaugure le cosmodrome de Svobodny en Sibérie orientale dans la région de l'oblast de l'Amour, sur la base d'anciennes installations militaires, et dont la latitude (51° 42') autorise des lancements vers l'orbite géostationnaire. Mais par manque de moyens financiers, la Russie ne parvient pas à construire des pas de tir permettant l'envoi de charges importantes et elle reste donc tributaire du Kazakhstan.
En 1999, deux fusées russes Proton qui utilisent des ergols particulièrement toxiques sont victimes de défaillance et s'écrasent en territoire kazakh. Ces accidents amènent le Kazakhstan à réexaminer le « contrat de location » de Baïkonour, et exiger une taxe supplémentaire sur les lancements commerciaux. Du côté russe, cette nouvelle exigence a pour conséquence d’accroître la volonté de se rendre indépendant du Kazakhstan. La Russie annonce alors son intention de délocaliser la quasi-totalité des activités de lancement de Baïkonour vers le cosmodrome de Plessetsk. Début 2002, Alexandre Kosovan, alors ministre de la Défense, confirme cet engagement pour l’horizon 2005. Mais dans les faits, seules les quelques activités spatiales militaires restantes sont réellement transférées à Plessetsk.
En outre, les instances gouvernementales russes, dont les forces spatiales de la fédération de Russie, n'ont plus le monopole des décisions face aux industriels russes comme étrangers. Qu'il s'agisse de l'entreprise russo-européenne Starsem qui commercialise la fusée Soyouz, ou la firme russo-américaine International Launch Services (ILS) qui possède le lanceur Proton 3, la manne financière fournie par le secteur privé contribue largement à maintenir le cosmodrome de Baïkonour opérationnel. La coentreprise Sea Launch envisage quant à elle d’ouvrir un service de lancement terrestre baptisé « Land-Launch » à partir de Baïkonour.
Le gouvernement russe a signé le 9 janvier 2004 un nouvel accord avec le Kazakhstan fixant le statut de Baïkonour, prolongeant la location du site jusqu’en 2050 et accroissant considérablement le rôle du Kazakhstan dans la gestion du site : les Kazakhs ont notamment insisté sur la nécessité de développer des lanceurs plus respectueux de l'environnement. Astana collaborera avec Moscou pour le développement du futur lanceur « Baïterek » qui sera une fusée Angara modifiée, réutilisable (prévenant ainsi la retombée des boosters sur le pays) et utilisant un combustible moins polluant. Par ailleurs, le Kazakhstan affiche désormais des ambitions spatiales, prévoyant de se doter de ses propres satellites de télécommunications.

## Installations

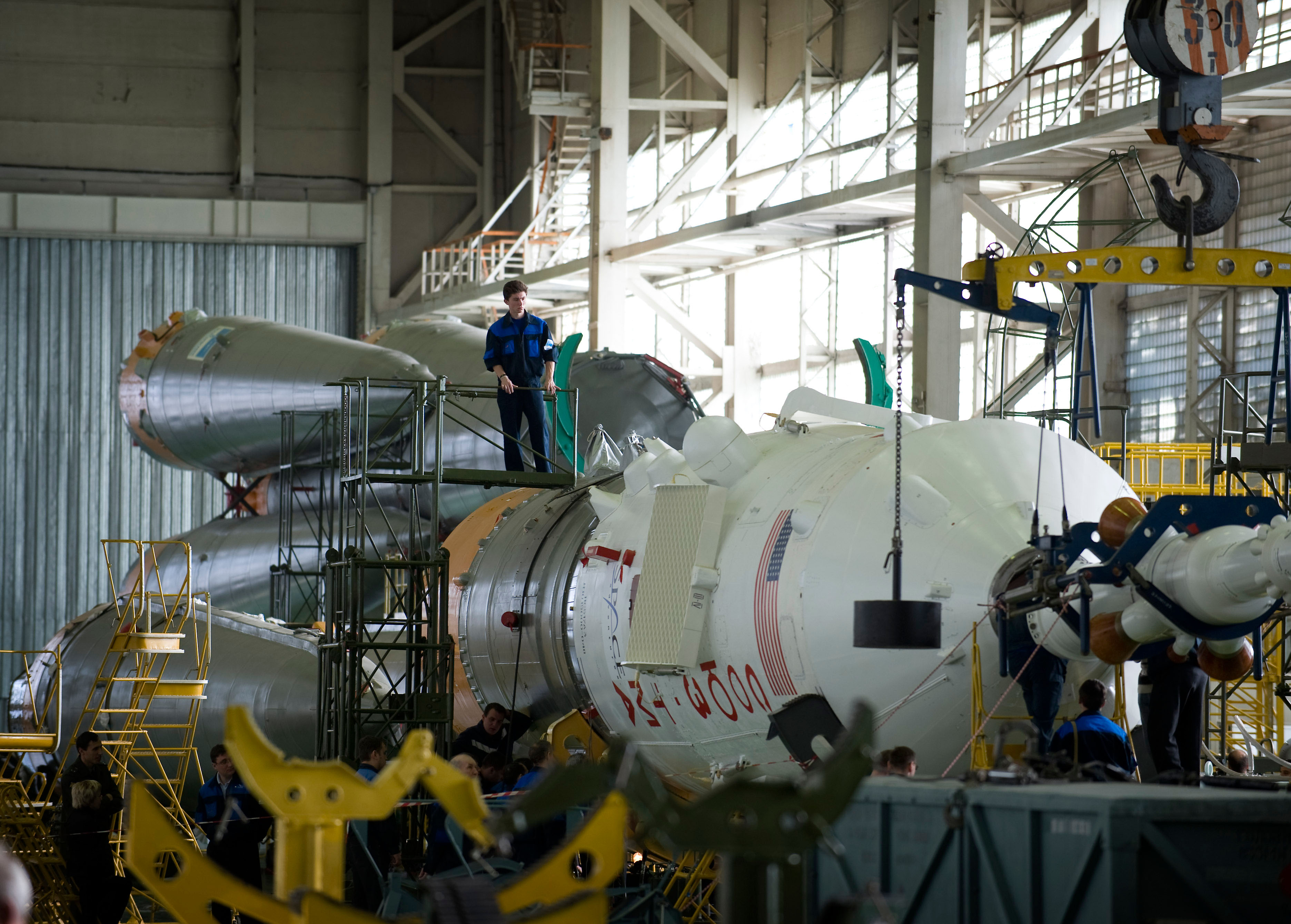
Bâtiment d'assemblage des fusées Soyouz.

La base a une superficie de 6 717 km2 et s'étend sur 75 km du nord au sud et sur 90 km de l'est à l'ouest. Les installations spatiales sont regroupées en trois sous-ensembles qui portent chacune le nom du responsable de bureau d'études qui a été à l'origine de sa création :
- la région centrale (zone Korolev) regroupe les premières installations qui ont permis le lancement du missile balistique intercontinental R-7 Semiorka puis des lanceurs dérivés de celui-ci qui a placé en orbite le premier satellite artificiel et le premier homme dans l'espace. C'est encore de là que partent les fusées Soyouz descendantes de la R‑7 qui vont notamment ravitailler la Station spatiale internationale (ISS) et relever les équipages. C'est également dans cette zone qu'ont été construits les pas de tir de la fusée lunaire géante N‑1 et du lanceur Energuia porteur de la navette spatiale Bourane. Cette zone comprenant également des pas de tir pour le missile R‑9 conçu par les équipes de Korolev avant d'être complètement destiné au spatial ;
- la partie orientale de la base dite flanc droit (zone Yanguel) regroupe les complexes de lancement des missiles et lanceurs développés par ce constructeur. Le premier pas de tir a été construit pour tester le missile balistique R‑16 et ses différentes déclinaisons. Les premiers tests du lanceur Cosmos-1 ont été effectués là. Enfin tous les tirs de la Zenit 2 ont été effectués dans cette zone ;
- la partie occidentale de la base dite flanc gauche (zone Tchelomeï) regroupe les complexes de lancement des missiles et lanceurs développés par ce constructeur dont les missiles UR‑200, plusieurs générations de missiles UR‑100 et les différentes versions de la fusée Proton.

| N° de site | Type de lanceur                        | Premier lancement | Dernier lancement | Nombre de lancements | Coordonnées | Remarques                                     |
| ---------- | -------------------------------------- | ----------------- | ----------------- | -------------------- | ----------- | --------------------------------------------- |
| 1          | R-7 Semiorka et dérivés : Soyouz, etc. | 15 mai 1957       | –                 | 602 (fin 2007)       | –           |                                               |
| 31         | R-7 Semiorka et dérivés                | 14 janvier 1961   | –                 | 204 (fin 2007)       | –           |                                               |
| 41         | R-16 et Cosmos                         | 25 mai 1963       | 27 août 1968      | 22                   | –           | Désaffectée                                   |
| 45         | Zenit 2 et 3LB                         | 13 avril 1985     | –                 | 41 (fin 2007)        | –           |                                               |
| 46         | Zenit 2                                | 22 mai 1990       | 4 octobre 1990    | 2                    | –           | Détruite en 1990 par l'explosion d'une Zenit. |
| 81         | Proton K                               | 16 juillet 1965   | 27 mars 2004      | 104                  | –           |                                               |
| 90         | UR-200 et Tsiklon                      | 5 novembre 1963   | 9 décembre 1997   | 113                  | –           |                                               |
| 90         | UR-200 et Tsiklon                      | 24 septembre 1964 | 24 juin 2006      | 11                   | –           |                                               |
| 109        | R-26M (en) et Dnepr                    | 4 juillet 1974    |                   | 30                   | –           |                                               |
| 110        | N-1 et Energia                         | 18 mai 1970       | 15 novembre 1988  | 3                    | –           | Désaffectée                                   |
| 110        | N-1                                    | 21 février 1969   | 3 juillet 1969    | 2                    | –           | Désaffectée                                   |
| 175        | Rokot                                  | 26 décembre 1994  | 26 décembre 1994  | 1                    | –           |                                               |
| 175        | Strela                                 | 5 décembre 2003   | 19 décembre 2014  | 3                    | –           |                                               |
| 200        | Proton M et K                          | 20 février 1980   |                   | 128                  | –           |                                               |
| 200        | Proton K                               | 23 juillet 1977   | 31 mars 1991      | 64                   | –           | Désaffectée                                   |
| 250        | Energuia                               | 15 mai 1987       | 15 mai 1987       | 1                    | –           | Désaffectée                                   |

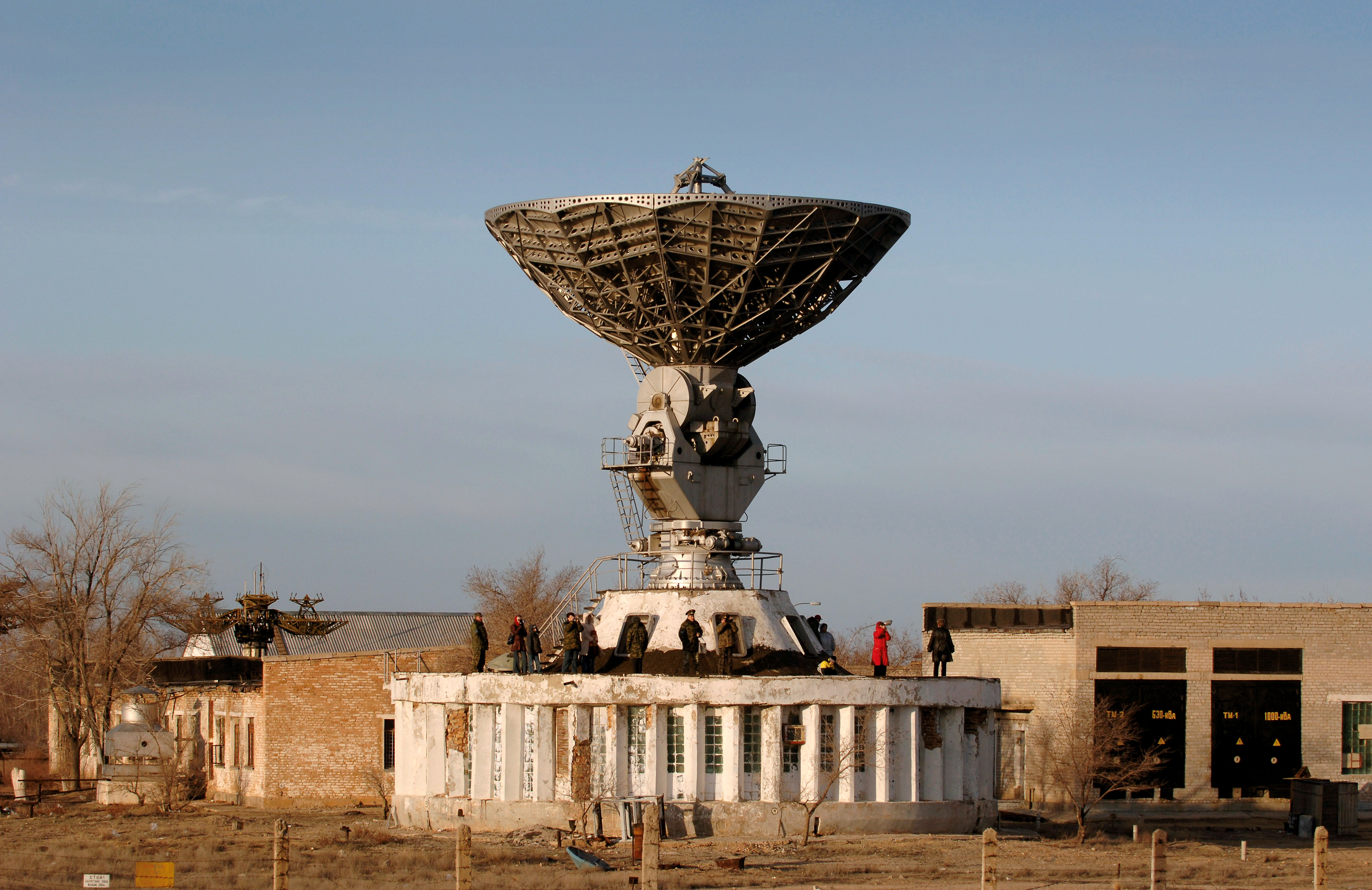
Antenne parabolique à Baïkonour.

La base comprenait notamment en 1990 une installation de production d'oxygène et d'azote capable de produire 300 tonnes d'ergols cryogéniques par jour, trois installations de ravitaillement en ergols, une centrale électrique, deux aéroports et 470 km de voies ferrées. Baïkonour comprend également de nombreuses installations de lancement de missiles balistiques. Depuis sa création en 1955 jusqu'à l'effondrement de l'Union soviétique en 1991, Baïkonour a joué un rôle central dans les tests de missiles balistiques à ergols liquides. La base était d'ailleurs placée sous la direction du ministère de la Défense jusqu'en 1995.
La quasi-totalité des lancements russes sont effectués soit de Baïkonour soit du cosmodrome de Plessetsk. Ces deux bases sont complémentaires : Plessetsk est idéalement placée pour des lancements sur orbites très inclinées du fait de sa haute latitude (62° 8' Nord, proche du cercle polaire arctique), Baïkonour, plus proche de l'équateur, permet d'atteindre plus facilement l'orbite géostationnaire, ou d'autres orbites peu inclinées comme celle de la Station spatiale internationale. La base de Baïkonour est principalement utilisée pour les lancements civils russes ou internationaux, sa position en plein territoire kazakh ne favorisant guère son emploi à des fins militaires russes. Au 1er janvier 2005, 1 195 missiles et 1 230 lanceurs porteurs d'une charge utile ont été tirés depuis Baïkonour.

## Ville nouvelle de Baïkonour

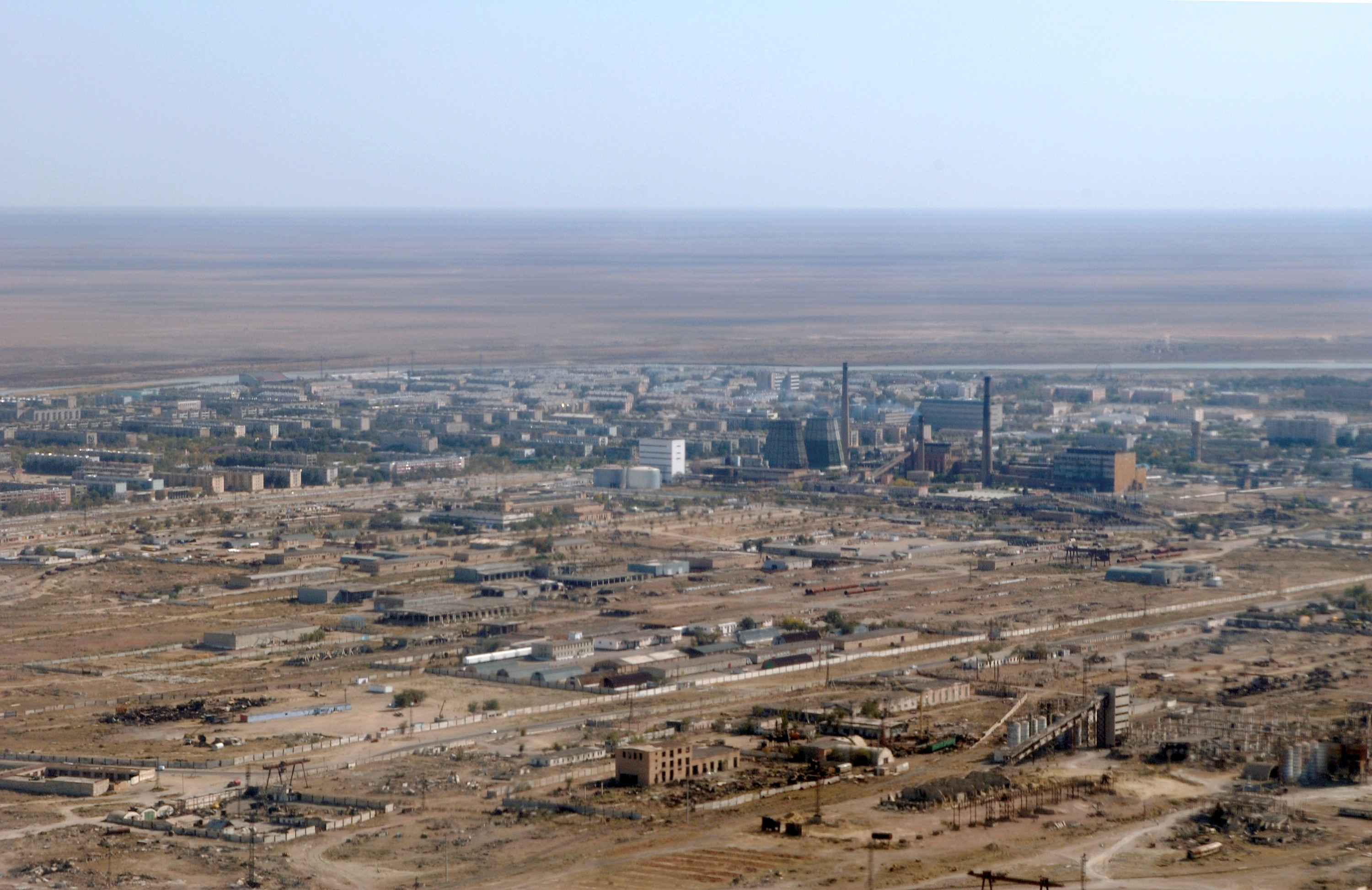
La ville de Baïkonour édifiée à proximité de la base.

Lorsque l'activité spatiale était à son pic au cosmodrome de Baïkonour au milieu des années 1980, la ville édifiée à proximité du cosmodrome comptait environ 100 000 personnes. Lorsque l'activité spatiale s'est effondrée à la suite de l'éclatement de l'Union soviétique en 1991, l'agglomération s'est transformée en une ville fantôme rendue invivable par la disparition des services les plus basiques tels que la distribution de l'eau. La reprise en partie liée à l'ouverture à l'international des activités spatiales russes ainsi que l'injection de fonds par le gouvernement russe ont permis de restaurer une certaine activité et qualité de vie. En 1995 le gouvernement kazakh a accepté de céder aux autorités russes locales la gestion de la ville. Celle-ci a été rebaptisée Baïkonour comme l'agglomération située à 300 km de là dont le nom avait été retenu pour le cosmodrome.

## Lancements célèbres
Le cosmodrome a été la base de lancement de Spoutnik 1, le premier satellite artificiel, ainsi que de Vostok 1 et Vostok 6, les premiers vols spatiaux habités à transporter un homme (Youri Gagarine) et une femme (Valentina Terechkova).

## Accidents
Le 24 octobre 1960, un prototype de fusée (R-16) explosa sur l'aire de lancement, provoquant la mort de nombreux ingénieurs et techniciens soviétiques. Connu sous le nom de catastrophe de Nedelin, cet accident porta un coup au programme de missile balistique intercontinental soviétique. Un mémorial a été érigé à Baïkonour et les techniciens de l'Agence spatiale fédérale russe s'y recueillent avant chaque lancement.
Coïncidence tragique, trois ans plus tard jour pour jour, le 24 octobre 1963, un incendie sur le cosmodrome provoque la mort de sept personnes.
Depuis, plus aucun lancement n'a lieu à Baïkonour ce jour-là.

## Toponymie
Baïkonour signifie en kazakh « la riche ou la belle steppe », « l'endroit où pousse l'absinthe », « la richesse brune »... À l'origine, il s'agissait d'un nom de code soviétique pour désigner le centre spatial. Une ville du même nom (Baïkonour (en)) existe à 320 km au nord-est du cosmodrome, ce qui a initialement créé de la confusion sur sa localisation précise.

## Galerie

Le Cosmodrome de Baïkonour en 1965.
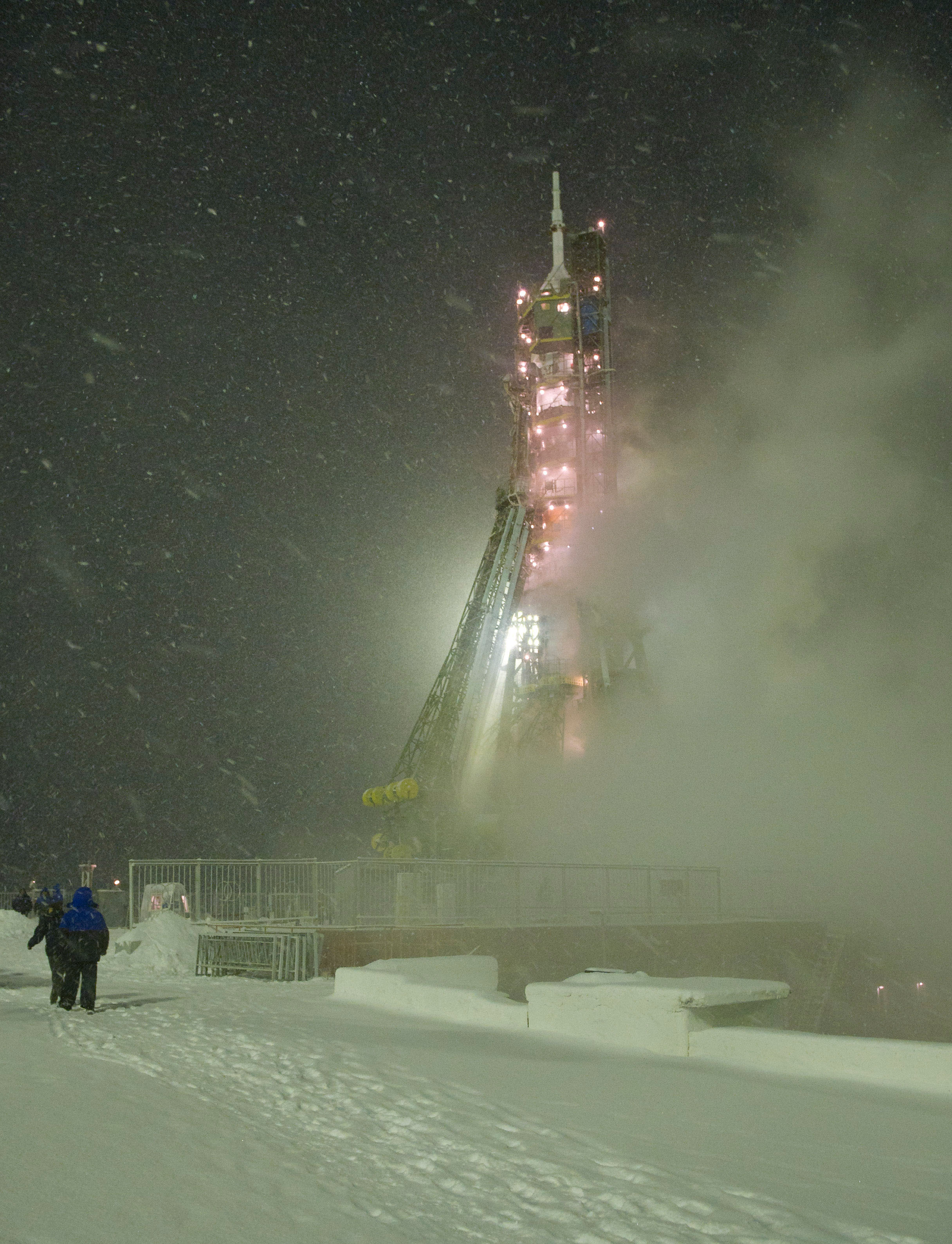
La fusée Soyouz TMA-22 pendant une tempête de neige le matin de son lancement.
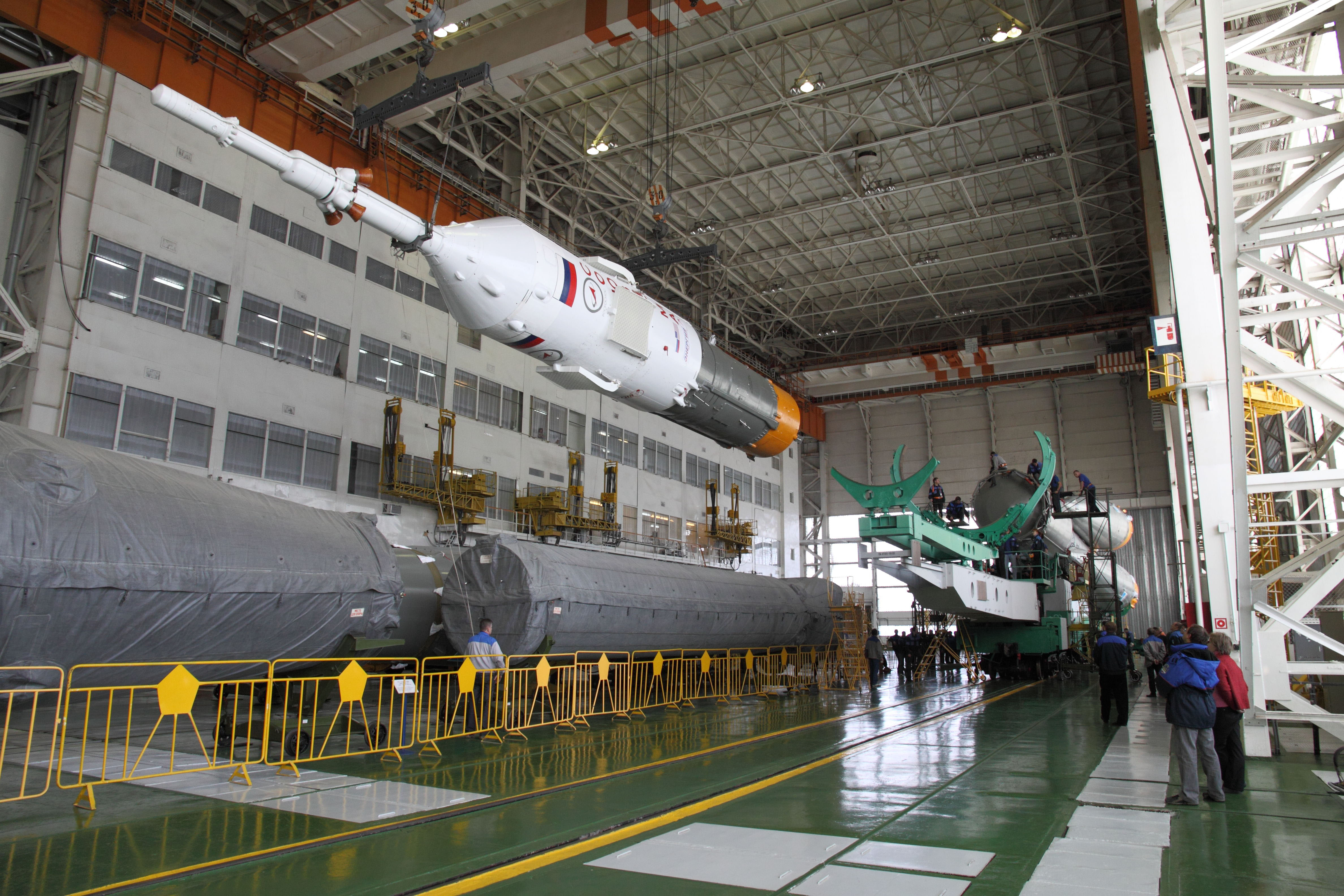
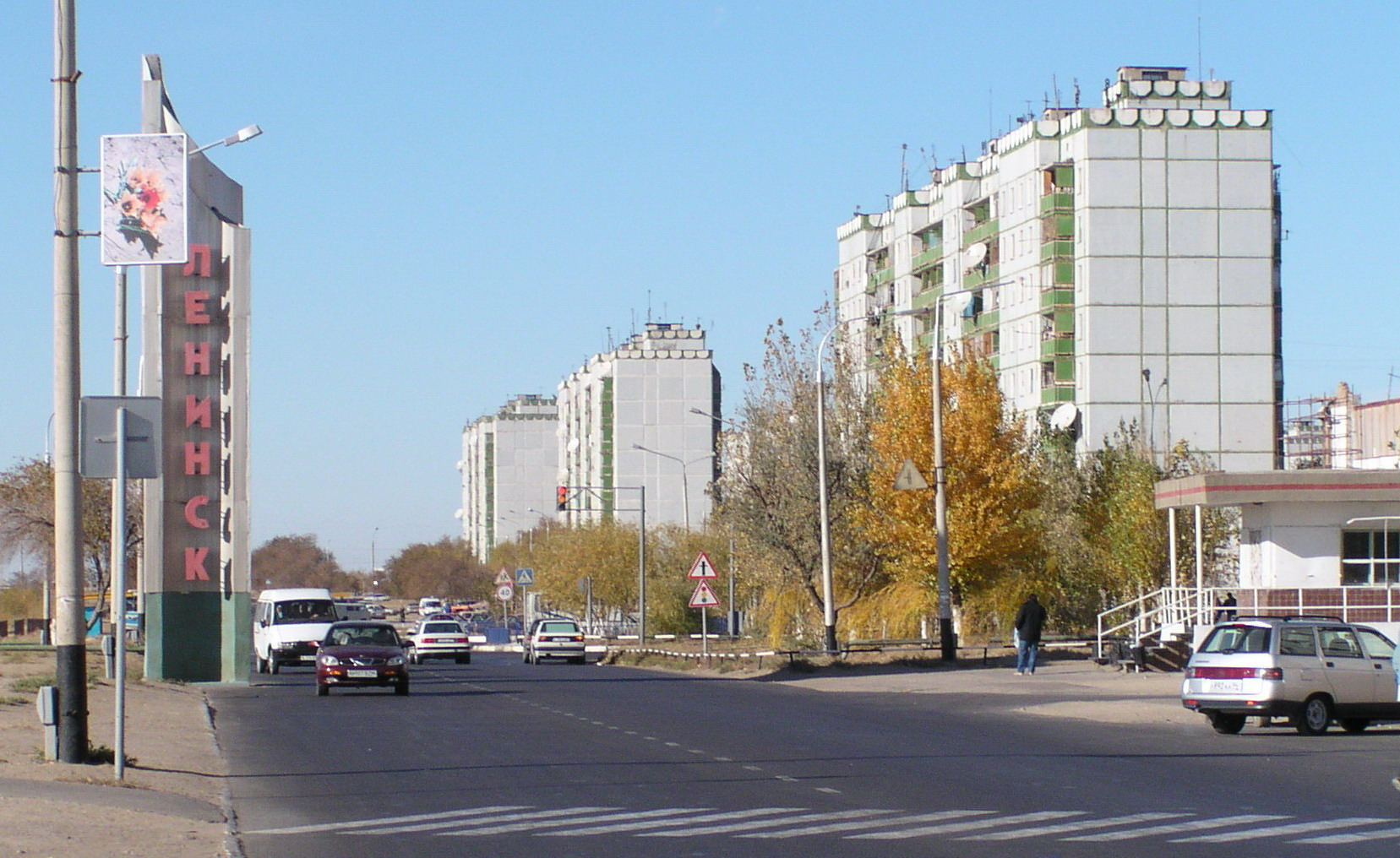
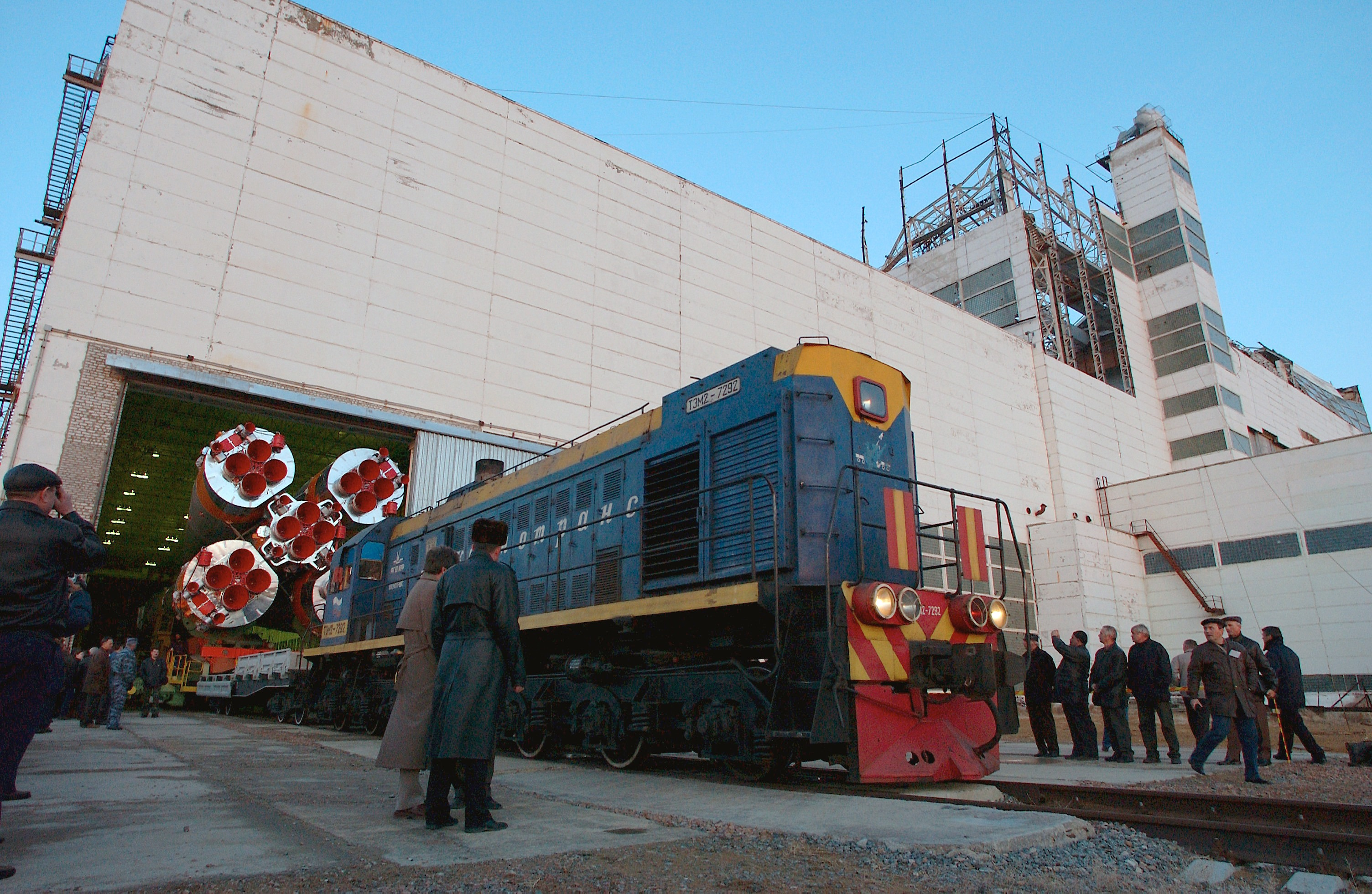
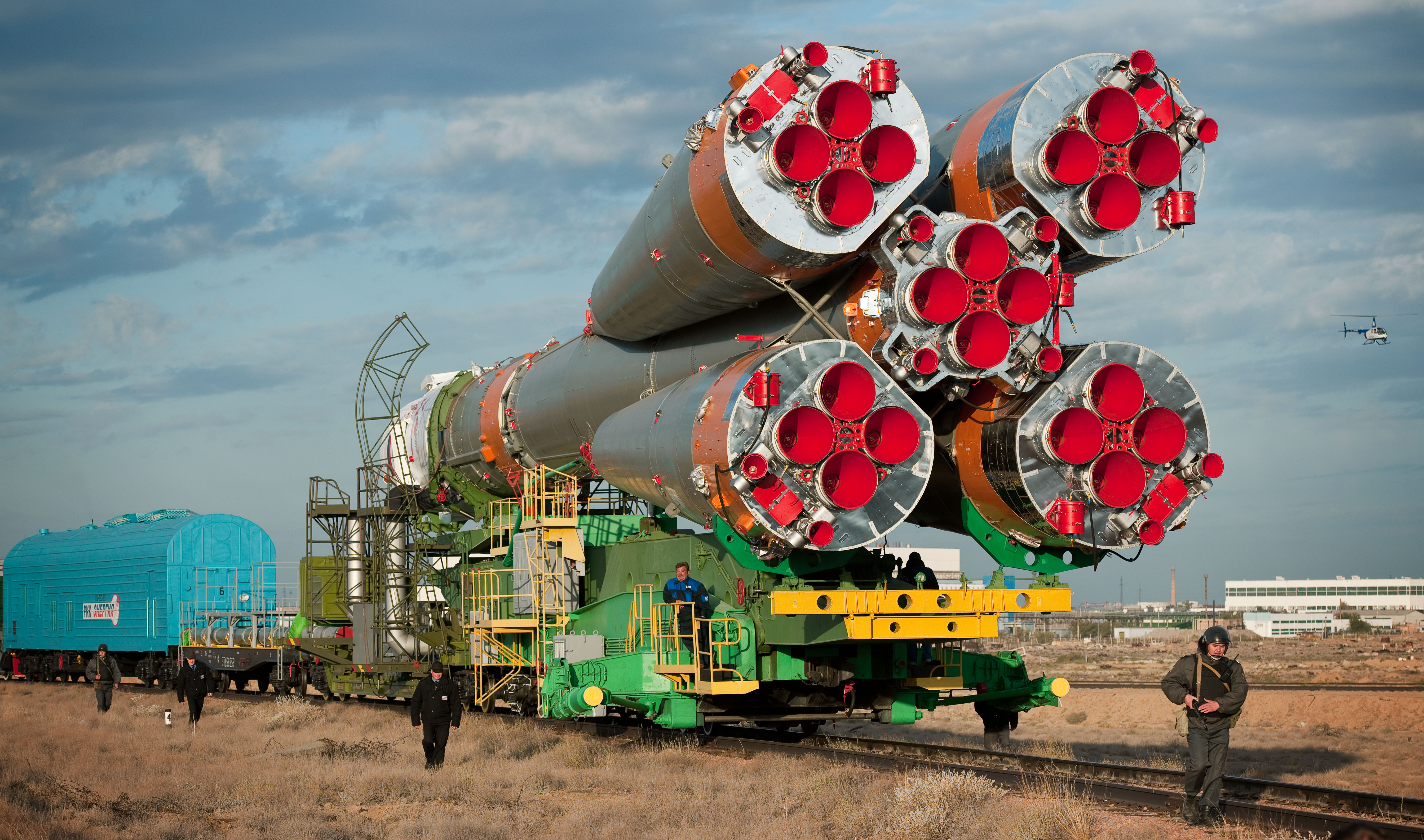
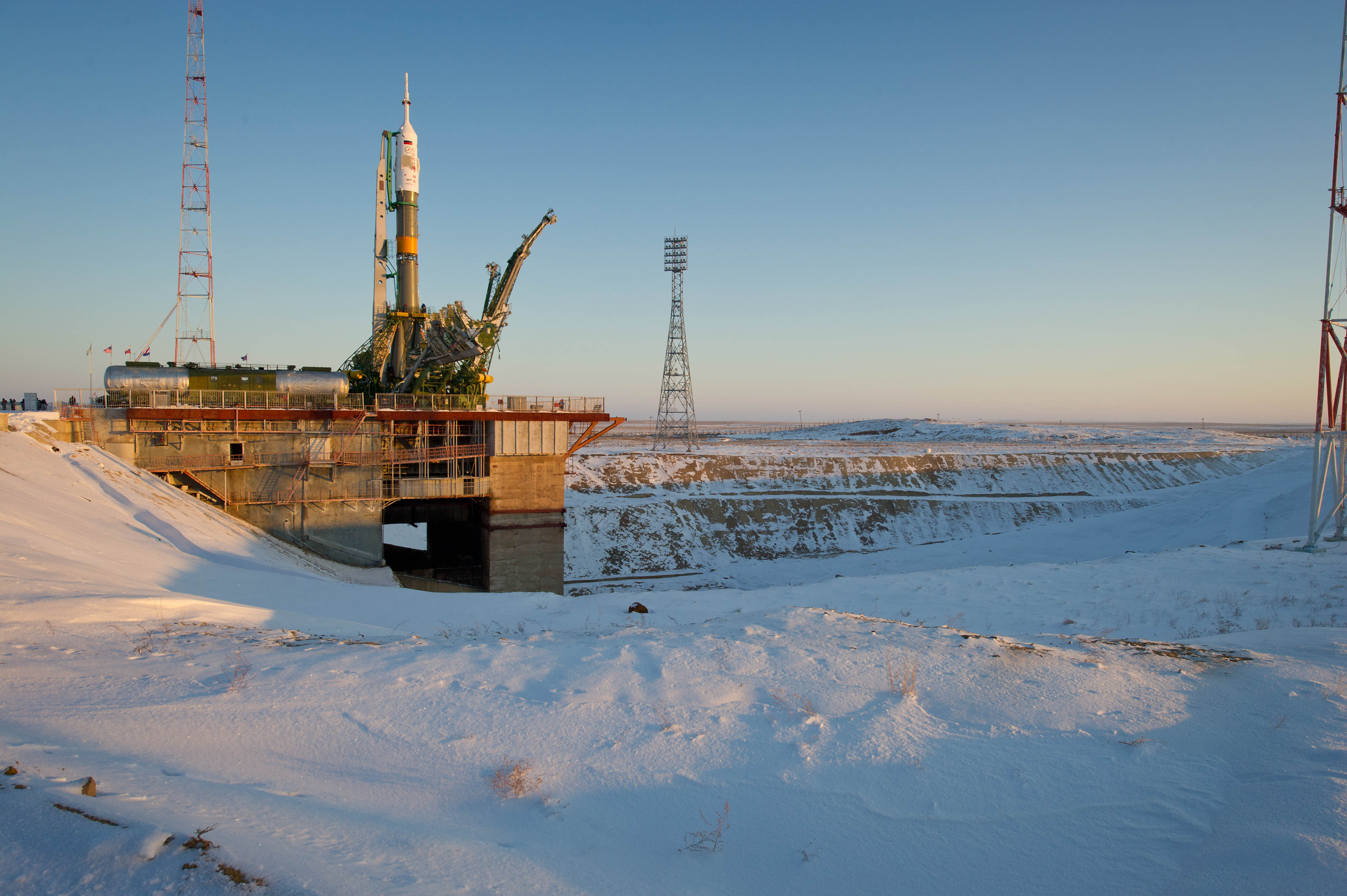
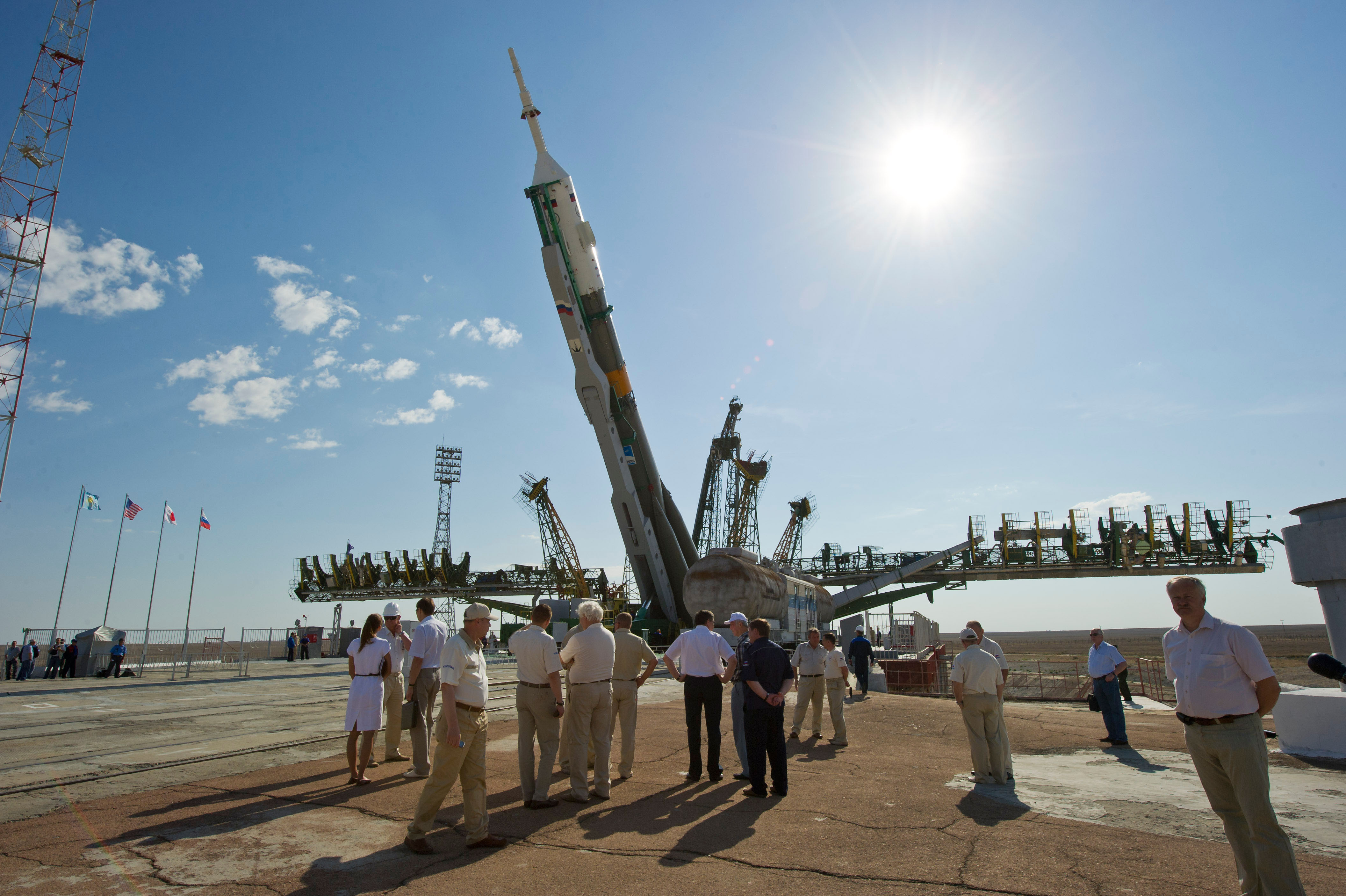
Soyouz TMA-02M en cours de positionnement vertical.
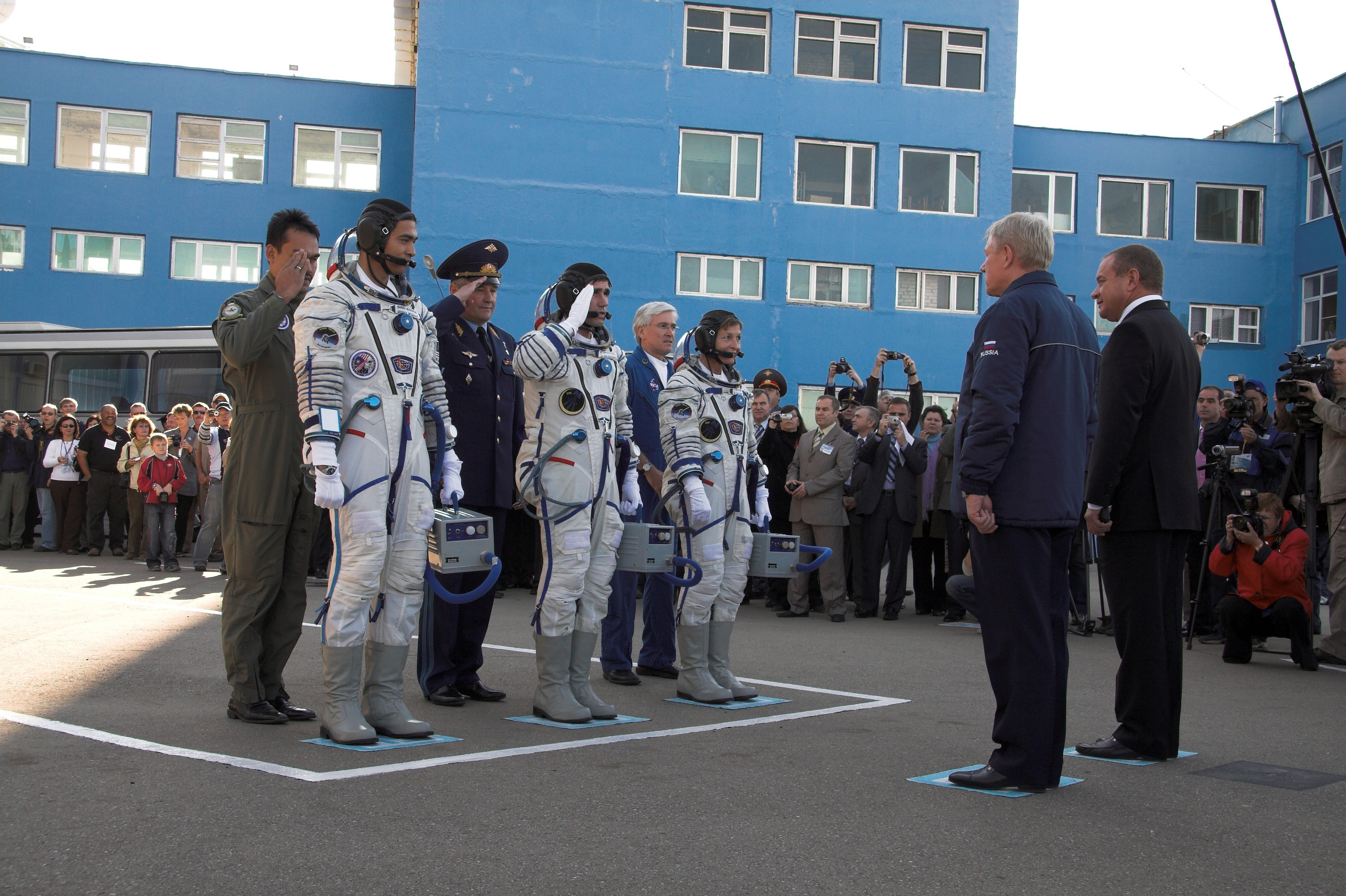
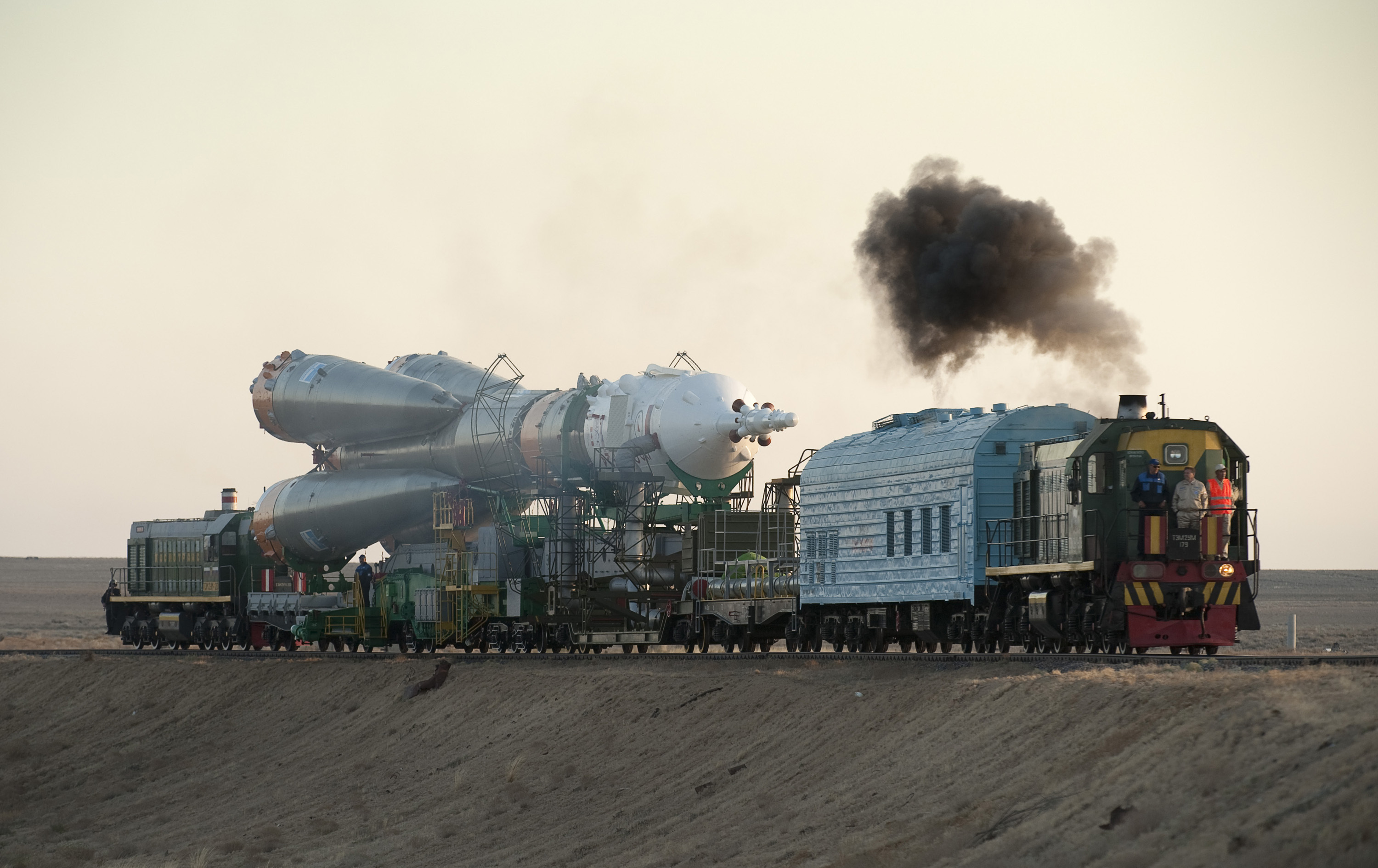
Soyuz TMA-16 lors de son transfert.

## Culture populaire
- Le Cosmodrome de Baïkonour apparaît brièvement à deux reprises dans le film américain L'Étoffe des héros (1983).
- Une mission de Call of Duty: Black Ops consiste à infiltrer le Cosmodrome de Baïkonour pour saboter le lancement d'une fusée Soyouz. De plus, la carte multijoueur « Launch » du jeu, ainsi que la carte « Ascension » du mode Zombies ont pour décor le pas de tir Soyouz.
- La première mission de la campagne américaine extension Heure H du jeu Command and Conquer: Generals consiste à anéantir le Cosmodrome de Baikonour, qui a été envahi par les terroristes de la GLA qui l'utilisent pour lancer des armes chimiques partout dans le monde.
- Dans le jeu vidéo PlayerUnknown's Battlegrounds, certains éléments du cosmodrome de Baïkonour ont servi d'inspiration à un site du même nom de la carte "Vikendi" (sortie en décembre 2018 sur PC).
- Une mission de la campagne de Frontlines: Fuel of War consiste à faire sauter le pas de tir de la base de Baïkonour, qui est utilisé par l'Alliance de l’étoile rouge pour lancer des frappes nucléaires tactiques contre les troupes de la Coalition occidentale. En outre, la carte multijoueur Boneyard a pour décor le Cosmodrome.
- La série policière franco-belge Infiniti diffusée sur Canal+ en 2022 se déroule sur le cosmodrome de Baïkonour.
- Dans la bande dessinée de la série Black et Mortimer La Machination Voronov, l'intrigue commence à la suite du lancement d'une fusée depuis le cosmodrome de Baïkonour.